# بنفشه عطرآگین
بنفشه عطرآگین، (نام علمی: Viola suavis) نام یک گونه از سرده بنفشه است. جنس یا سردهٔ بنفشه در ایران ۱۴ گونه گیاه علفی یکساله یا چند ساله دارد.

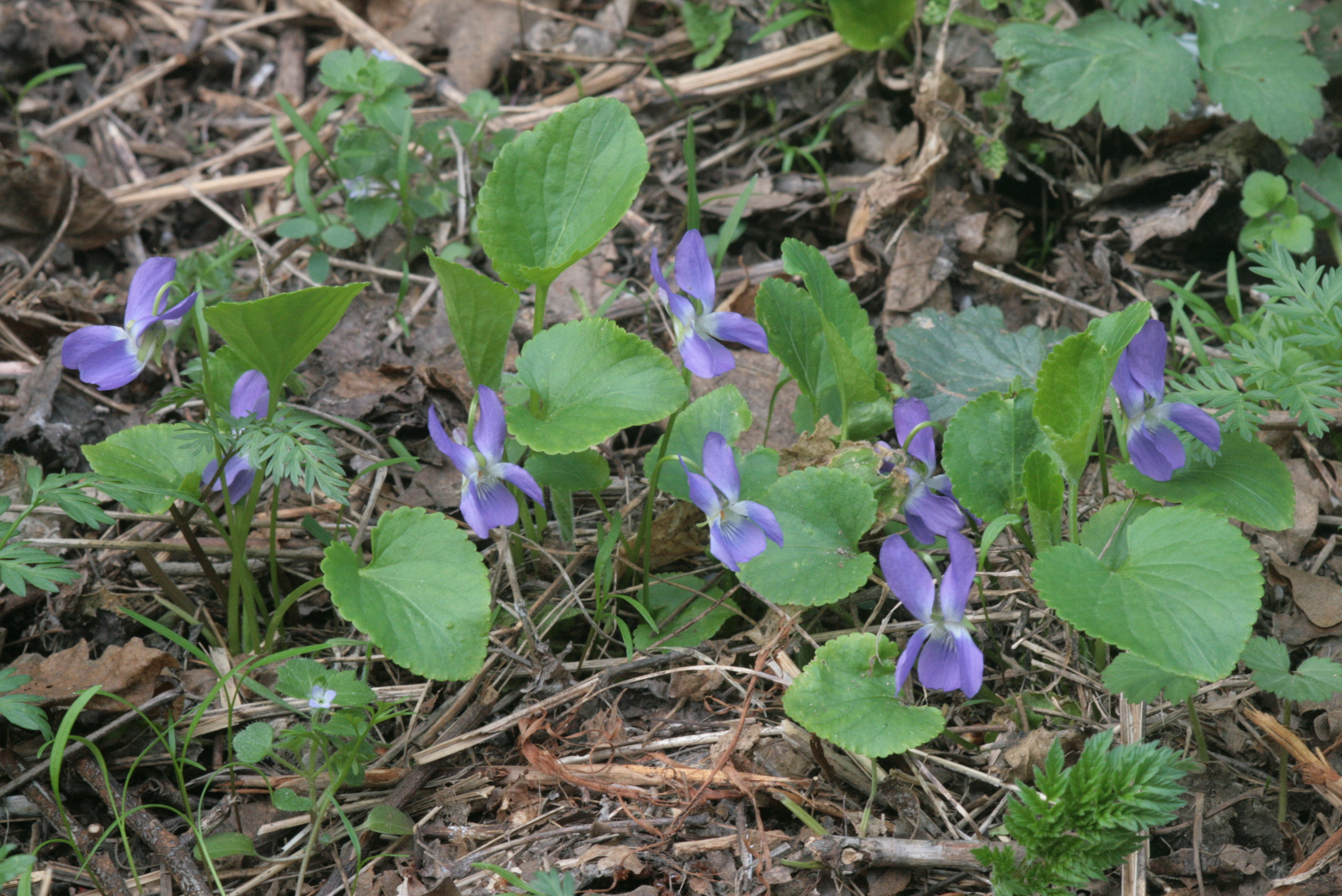
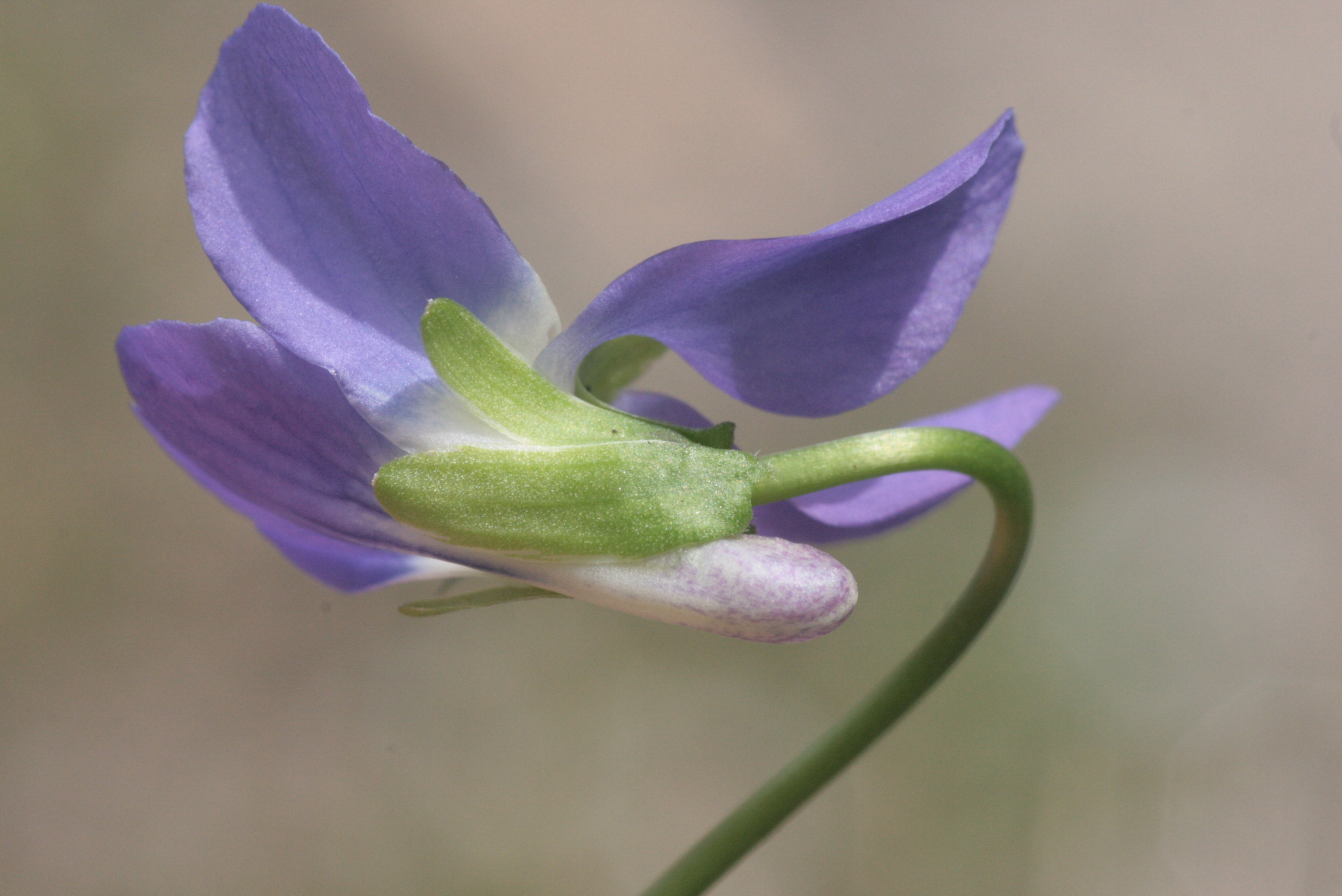
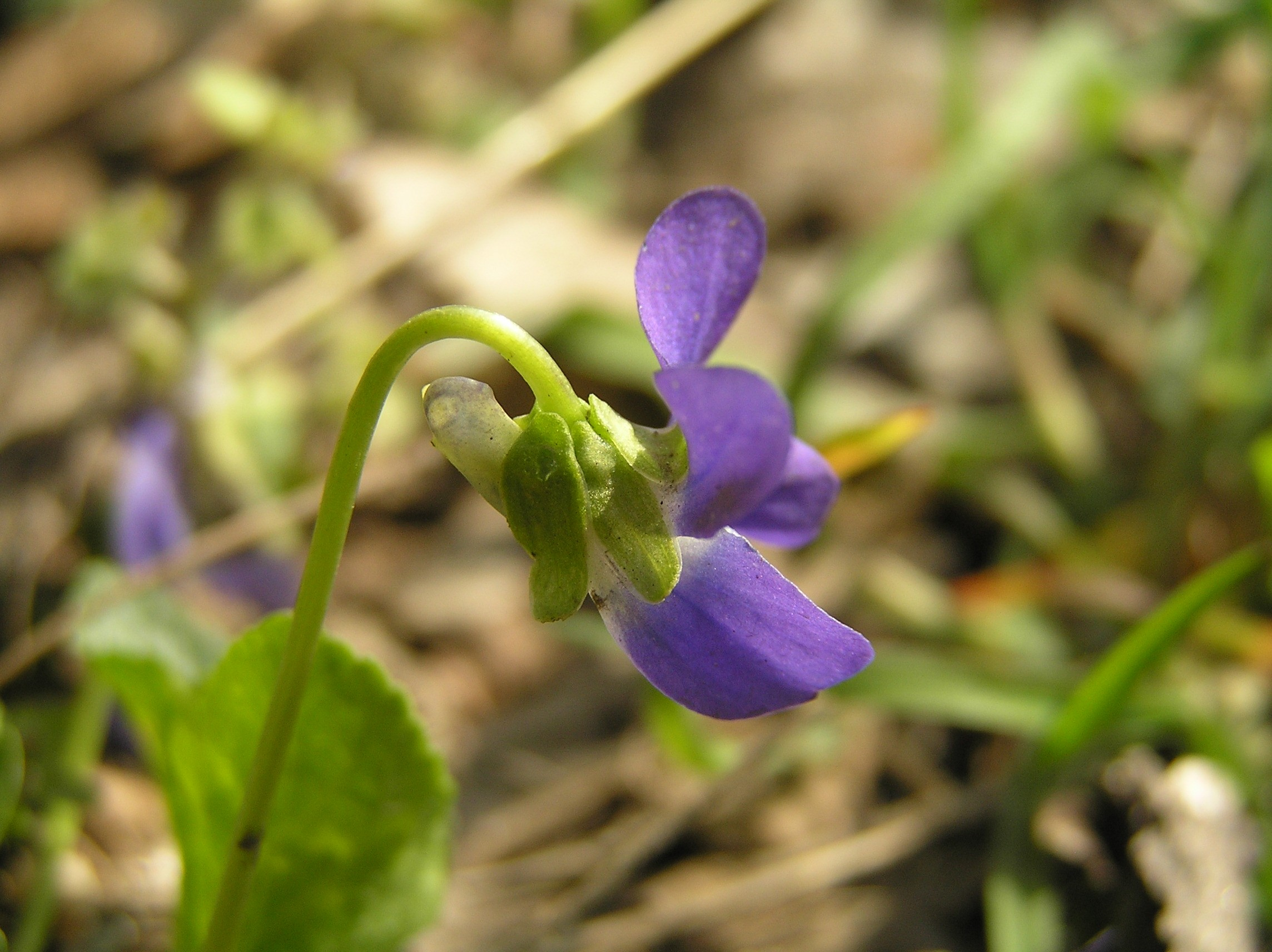
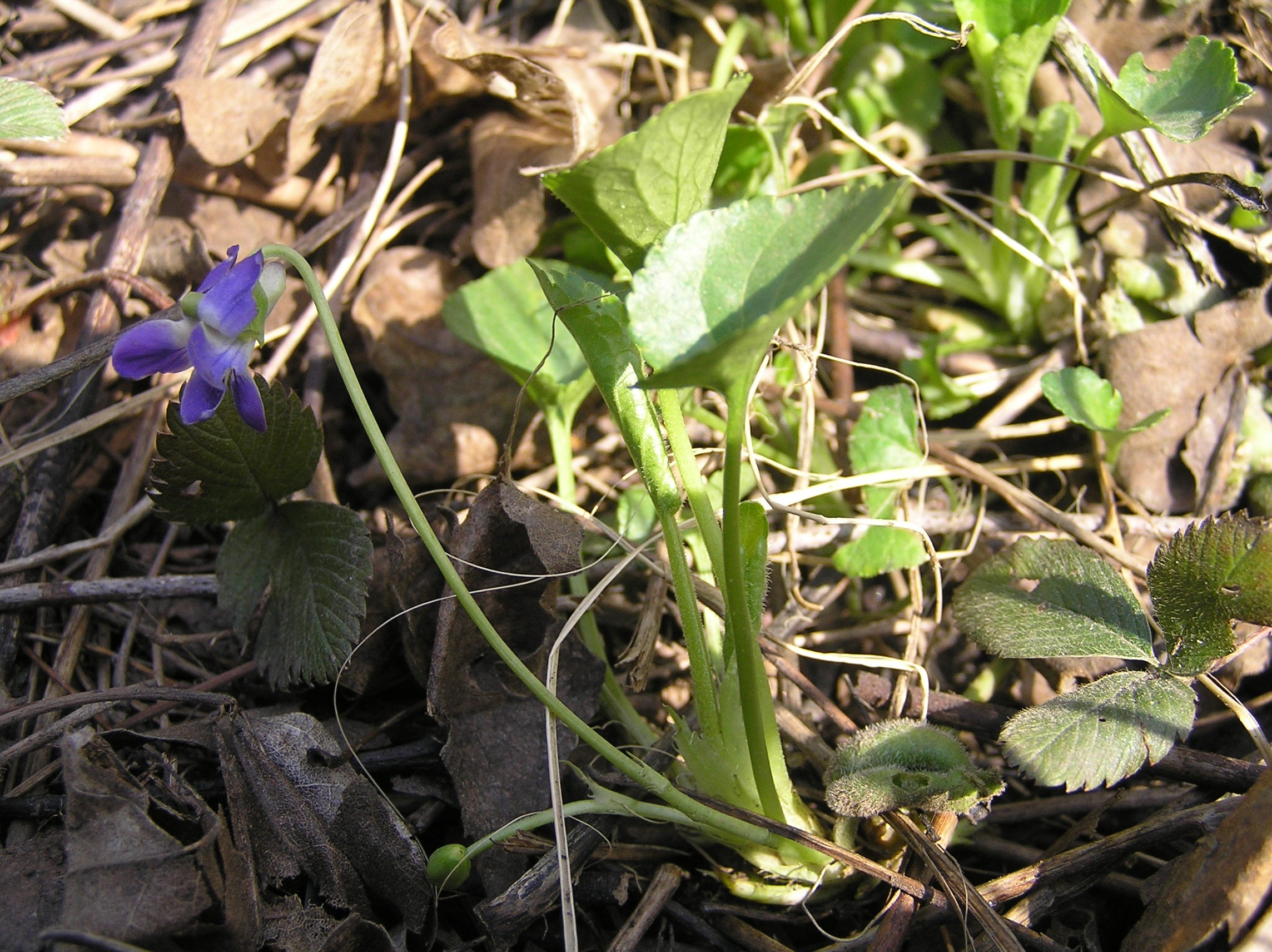